# Adolf Dethmann
Adolf Dethmann (* 3. Dezember 1896 in Neumünster; † 6. August 1979 in Hamburg) war ein deutscher Staatswissenschaftler, Industriekaufmann und Antiquar.

## Kindheit, Jugend und Ausbildung
Adolf Dethmann war ein Sohn von Hans Peter Adolf Dethmann (* 20. Februar 1865 in Meldorf) und dessen Ehefrau Katharina Henriette (Henny), geborene Boysen (* 8. Dezember 1870 in Flensburg; † 1. Oktober 1952 in Heikendorf). Der Vater arbeitete als Kaufmann und zuletzt als Vertreter in Neumünster, seit ca. 1916 in Heikendorf. Gegen 1916 war er als Generalvertreter der Elmshorner Firma Wagner-Margarine für Norddeutschland zuständig. Die Mutter arbeitete als Putzmacherin und schrieb einen autobiographischen Roman.
Von 1907 bis zum Abitur Ostern 1915 besuchte Dethmann die Holstenschule. Zu Beginn des Ersten Weltkriegs und später nochmals meldete er sich freiwillig zum Kriegsdienst. Aufgrund nicht ausreichender körperlicher Konstitution lehnte die Armee sein Gesuch ab. Daraufhin studierte er Rechts- und Staatswissenschaften an der Universität Heidelberg. Nach dem Ende des ersten Semesters im September 1915 erhielt er einen Ruf zum Heeresdienst in Neumünster, kämpfte jedoch nie an der Front. Offensichtlich aufgrund gesundheitlicher Probleme verbrachte er mehrere Monate in einem Lazarett. Im Frühjahr 1917 wurde er aus dem Militärdienst entlassen.
Ab dem Sommersemester 1917 studierte Dethmann Rechtswissenschaften an der Universität Kiel. Zum Wintersemester 1918/19 belegte er stattdessen Staatswissenschaften. Zum Sommersemester 1919 schrieb er sich an der Medizinischen Fakultät ein, ohne dort zu studieren. Während der Zeit in Kiel wohnte er bis zum Sommersemester 1919 gemeinsam mit dem Schriftsteller Richard Blunck. Bis Kriegsende arbeitete er neben dem Studium als Büroangestellter bei der Kaiserlichen Werft Kiel. Hier erlebte er wahrscheinlich erstmals die aufgebrachten Werftarbeiter am Abend vor der Novemberrevolution. Im Dezember 1920 wurde er bei Richard Passow zum Doktor der Staatswissenschaften promoviert. In seiner Arbeit beschäftigte er sich mit der marxistischen Theorie der Rätedemokratie.

## Politisches Engagement
Bei Kriegsende war Dethmann Mitglied einer Gruppe junger Intellektueller, darunter expressionistische Künstler, Sozialwissenschaftler und Linksradikale. Von ungefähr 1917 bis 1922 handelte es sich um einen losen Zusammenschluss mit offenen Außenbeziehungen. Neben Blunck gehörte der Maler Peter Drömmer zu der Gruppe. Dethmann pflegte zu beiden eine enge Freundschaft und unterstützte Drömmer später finanziell. Weitere Mitglieder waren Kurt Albert Gerlach und dessen Assistent Richard Sorge.
Dethmann besuchte während dieser Zeit Kurse von Bernhard Harms am Institut für Weltwirtschaft. Zwischen 1918 und 1922 forschte hier eine Gruppe von Personen über seinerzeit viel diskutierte Fragestellungen der Arbeiterbewegung und des Marxismus. Zu den dort arbeitenden Sozialwissenschaftlern gehörten Paul Hermberg, Alfred Meusel und Rudolf Heberle. Unter den Künstlern und Wissenschaftlern entwickelte Dethmann die stärksten politischen Aktivitäten. Anfang 1919 trat er in den Vorstand der Kieler Ortsgruppe der KPD ein und übernahm die Redaktion der Parteizeitung Spartakus. Organ der Kommunistischen Partei für die Provinz Schleswig-Holstein. Das Blatt wurde nur von März bis Mai 1919 verlegt.
In der KPD äußerte sich Dethmann ausgesprochen radikal. Eine Rückkehr der Kommunisten in die Gewerkschaft lehnte er genauso ab wie die Beteiligung an Parlamentswahlen und in Betriebsräten. Auch den von der Berliner Parteiführung angestrebten Zentralismus befürwortete er nicht. Bei den Konflikten agierte er sowohl praktisch als auch theoretisch. In seiner Dissertation beschäftigte er sich mit der Rätedemokratie als Alternative zur parlamentarischen Demokratie. Die nationalkommunistische Ausrichtung von Fritz Wolffheim und Heinrich Laufenberg beantwortete er mit seiner Vorstellung eines „Anti-Nationalen Kommunisten-Bundes“.
Im April 1920 spaltete sich die KPD. Dethmann wechselte daraufhin zur KAPD und gelangte schnell zu Einfluss. Im August 1920 verlegte er seinen Wohnsitz nach Berlin. Mitte Januar 1921 repräsentierte er die KAPD in Moskau, wo er mit dem Exekutivkomitee der Kommunistischen Internationalen verhandelte, die Situation in Russland sehen und internationale Opponenten gegen die Moskauer Führung finden wollte. Die Führung der KAPD entschied wenig später, aus der Kommunistischen Internationalen auszutreten.
Anfang April 1921 kam Dethmann zurück nach Deutschland, wo er einen deutlich geschwächten Linksradikalismus vorfand. Er gründete eine Kommunistische Arbeiter-Internationale, fand jedoch nur wenig Mitstreiter in einigen Ländern. Außerdem gehörte er dem Geschäftsführenden Hauptausschuss der KAPD an, der fünf Mitglieder hatte. Hier beschäftigte er sich überwiegend mit theoretischen Fragestellungen. Karl Schröder und der Holländer Herman Gorter unterstützten ihn dabei. Dethmann schrieb ein Gewerkschaftskonzept, in dem er dem Streit für soziale Verbesserungen absagte und eine Revolution forderte. Aufgrund dieses Konzeptes spaltete sich die KAP im Frühjahr 1922.

## Wechsel in die Wirtschaft
Kurz nach der Spaltung der KAPD beendete Dethmann seine politischen Aktivitäten. Ab September 1922 arbeitete er ungefähr vier Jahre als Direktionssekretär im Eisenhüttenwerk Keula, danach bei mehreren mittelständischen Unternehmen. Mitte April 1929 erhielt er eine Stelle als Privatsekretär bei dem Flugzeughersteller Hugo Junkers, seinerzeit größter deutscher und international bedeutender Produzent von Ganzmetallflugzeugen. Hier arbeitete er mit Drömmer (hier seit 1923 als „künstlerischer Berater“ tätig und mit einer Tochter Junkers verheiratet) und Blunck (seit 1927 in der Konzernpropaganda beschäftigt) zusammen.
Das Trio Dethmann, Drömmer und Blunk beeinflusste Hugo Junkers erheblich. Blunck und Drömmer übernahmen wichtige Positionen in der Außendarstellung des Unternehmens, Dethmann entwickelte sich zu Junkers' engster Vertrauensperson und konnte einen Richtungswechsel in der Leitung der Junkers Flugzeugwerk AG (IFA) erreichen. Junkers und Dethmann teilten Interessen an Grundsatzfragen und theoretischen Betrachtungen, wissenschaftsbasiertem und an sozialethischen Zielen orientiertem Handeln.
Im Dezember 1931 übernahm Dethmann den Direktorenposten der IFA. Er entließ Führungspersonen, bei denen es sich um ehemalige Offiziere des Ersten Weltkriegs handelte, die mit Gotthard Sachsenberg die zivile Luftfahrt politisieren und militarisieren wollten. Außerdem hatten diese die IFA in eine bestandsgefährdende finanzielle Situation gebracht.
Dethmann erwies sich als nüchterne und erfolgreiche Unternehmerpersönlichkeit. Gemeinsam mit den Angestellten sparte er Kosten ein, rationalisierte die Produktion radikal und sicherte damit den Fortbestand des Unternehmens. Junkers Wunsch folgend übernahm Dethmann im November 1932 die Leitung die Gesamtkonzerns. Mit seinen Sanierungs- und Modernisierungsmaßnahmen schuf er die Basis für die spätere Massenproduktion, deren Einführung er jedoch nicht mehr begleitete.

## Entlassung und Arbeit als Antiquar
Die staatlichen Behörden, zuvorderst die Reichsministerien für Verkehr und Militär, hatten die von Dethmann vorgenommenen Entlassungen der Fliegeroffiziere sehr misstrauisch gesehen und diese zu verhindern versucht. Basierend auf seiner kommunistischen Historie konstruierten sie die These, dass er ein sowjetischer Agent sei, der ein bedeutendes deutsches Unternehmen zerstören wolle. Nach der Machtergreifung entfernten die Nationalsozialisten die aus ihrer Sicht problematischen Führungspersonen der Junkerswerke. Damit schufen sie die Basis für eine Enteignung des Betriebes und die Umstellung auf eine Massenproduktion von Kriegsflugzeugen nach staatlichen Vorgaben.
Im März 1933 wies das Reichsluftfahrtministerium die Verhaftung Dethmanns, Drömmers und eines weiteren Mitarbeiters an. Folgende Ermittlung gegen Dethmanns aufgrund vermuteten Landesverrats brachten kein Ergebnis. Trotzdem ordnete Hermann Göring an, dass Dethmann in keinem Betrieb der Junkerswerke mehr arbeiten dürfe. Darüber hinaus durfte er keinen Wohnsitz in Dessau haben und auch keine Kontakte zu Junkers pflegen. Noch 1933 ging Dethmann nach Hamburg und arbeitete hier in einem wissenschaftlichen Antiquariat.
Während des Zweiten Weltkriegs wurde Dethmann ausgebombt. Er zog in den Kreis Plön. 1945 gründete er die KPD mit. 1946 wurde er Abgeordneter des Kreistags und stellvertretender Landrat. Im selben Jahr erhielt er bei der Stadt Kiel eine hauptamtliche Stelle als Dezernent für die städtischen Betriebe. 1948 ging er erneut nach Hamburg und baute das Antiquariat wieder auf. 1957 bekam er eine Stelle bei der Wirtschaftsbehörde.
1950/51 gründete Dethmann die Unabhängige Arbeiterpartei Deutschlands mit, die jedoch nur kurz existierte.

## Familie
Dethmann heiratete am 3. September 1921 in Kiel Elli Gertrud Käthe Kramer (* 5. September 1897 in Hildesheim; † 30. August 1993 in Hamburg). Ihr Vater Cornelius Heinrich Theodor Kramer war ein Hildesheimer Schneidermeister und verheiratet mit Sofie Wilhelmine Elisabeth, geborene Scheefe. Das Ehepaar hatte einen Sohn. Adolf Dethmann wurde auf dem Friedhof Ohlsdorf beigesetzt. Die mittlerweile verwaiste Grabstätte befindet sich im Planquadrat AA 39, südwestlich von Kapelle 9.